# Sankt Mariæ Kirke (Aalborg)
 Ikke at forveksle med Sankt Mariæ Kirke og Vor Frue Kloster.
Sankt Mariæ Kirke er en katolsk kirke i Aalborg. Den er stiftet af Kamillianerordenen i 1898 og stadig fungerende. Den ligger på Kastetvej 1, 9000 Aalborg